# Olandia
Olandia (en sueco: Öland [ˈø̌ːland]ⓘ) es una isla de Suecia localizada frente a la costa de Esmolandia, en el mar Báltico. Con 1342 km², es la segunda isla por tamaño del país —después de la isla de Gotlandia—, la 3ª isla del Báltico y la 271.º del mundo. Administrativamente, ahora forma parte del condado de Kalmar (Kalmar län). Históricamente, sin embargo, Öland (u "Olandia" en latín) formó parte de una de las provincias históricas de Suecia (landskap). La población es inferior a 25.000 habitantes.
La isla está conectada con el continente por el puente de Öland, construido sobre el estrecho de Kalmar, que se inauguró en 1972.

## Provincia
Existió la provincia histórica de Olandia entre 1819 y 1824; pero salvo durante ese periodo, la isla ha pertenecido al condado de Kalmar desde 1634 y actualmente está incluida en su provincia.

## Historia

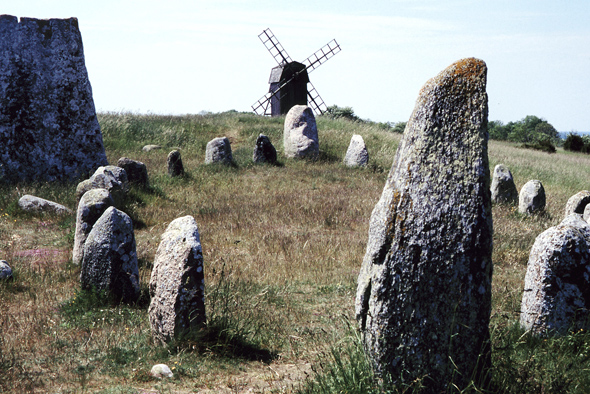
Gettlinge.

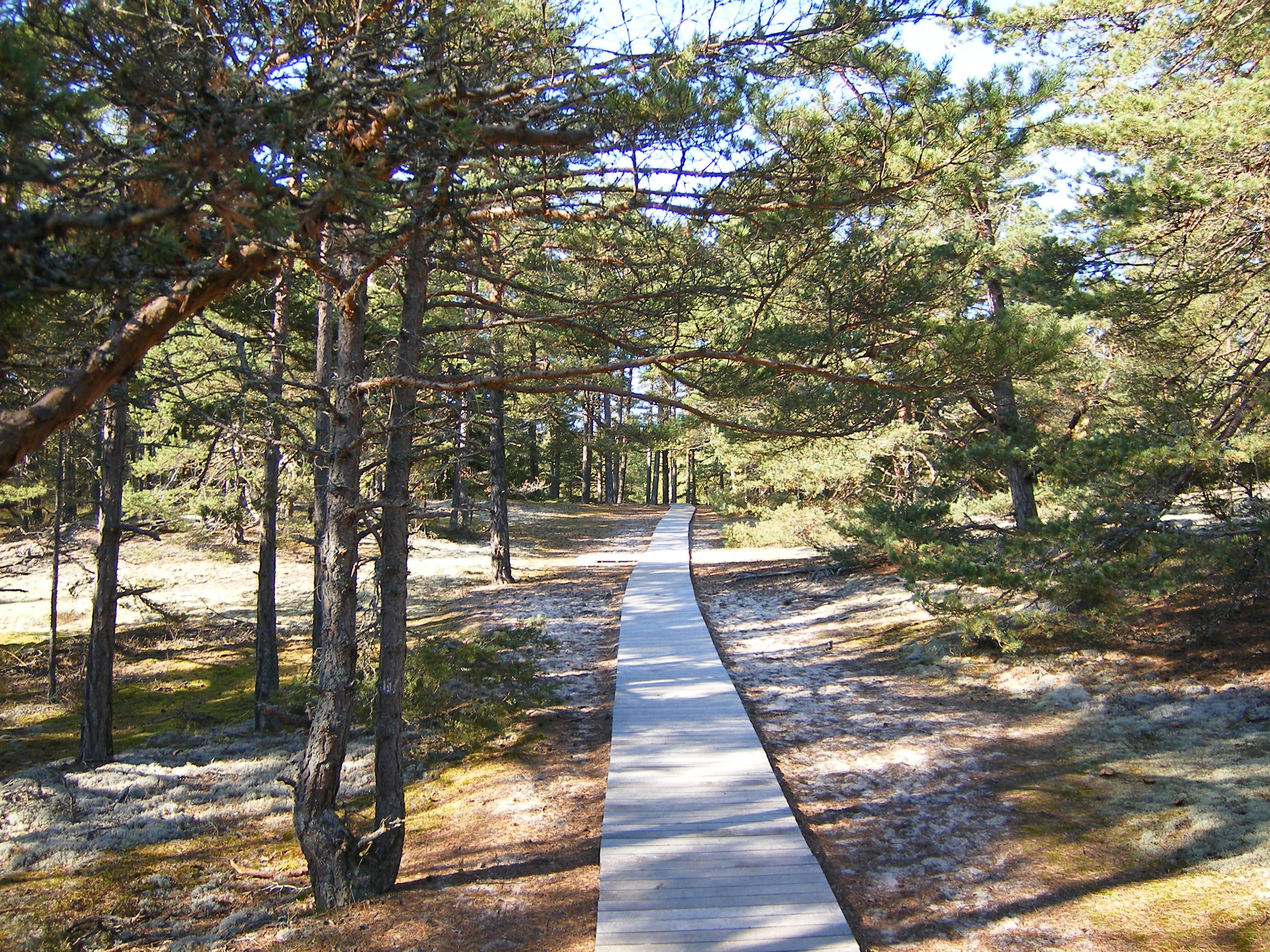
Homrevet, Öland del Norte.

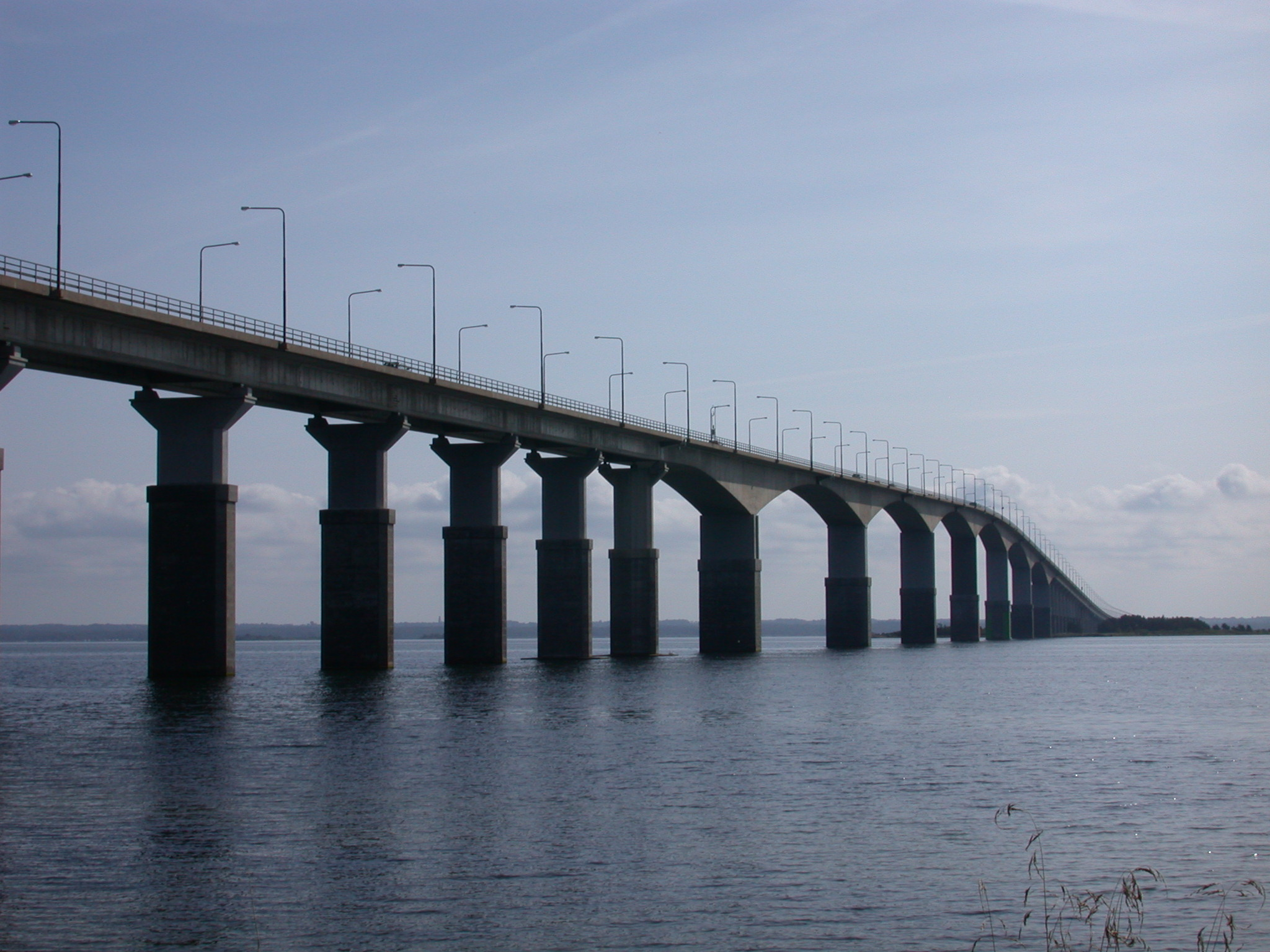
El puente de Öland conecta la isla con el continente a través del estrecho de Kalmar.

Existe evidencia arqueológica que indica que la isla se habitó en el año 8000 a. C., ya que las excavaciones datan del Paleolítico por la presencia de cazadores-recolectores. En la Edad de Piedra temprana, los fundadores de migraron a través del puente de hielo que conectaba la isla a través del Estrecho de Kalmar.
La evidencia de la población de Olandia (conocida en tiempos lejanos como Oelandia) data del 6000 a. C., con los establecimientos de la Edad de Piedra en Alby y otras localidades de la isla. Existen panteones de la Edad del Hierro y la época de los vikingos claramente visibles en Getllinge, Hulterstad, y además en su perímetro se hallan también tumbas de piedra.
Hay diecinueve fuertes de piedra de la Edad del Hierro identificados en la isla. Solo uno de ellos, Eketorp, fue completamente excavado y de ahí se recuperaron más de 24 000 artefactos.
Para el año 900, Wulfstan de Hedeby llamó a la isla «Eowland», la tierra los Eowan:

Entonces, después de la tierra de los Burgundis, quedaron a nuestra izquierda las tierras que han sido llamadas desde el inicio del tiempo Blekinge y Möre, y Eowland y Gotland, cuyo territorio completo recae en los sueones; y Weonodland a nuestra derecha, llegando tan lejos como la boca del Weissel.
Wulfstan de Hedeby

Sin embargo, esta no fue la primera mención de los Eowans. Existe un nombramiento anterior de la tribu en el poema Widsith de literatura anglosajona:

Breoca Brondingum,

Billing Wernum.

Oswine weold Eowum

ond Ytum Gefwulf,

Fin Folcwalding

Fresna cynne.

Sigehere lengest

Sædenum weold,

Hnæf Hocingum,

Helm Wulfingum,
Breoc a los Brondings,

Billing a los Varni.

Oswin reinaba a los Eowans

y Getwulf a los jutos,

Finn Folcwalding

el clan de los frisones.

Sigar durante más tiempo

reinó el mar-Daner,

Hnæf a los Hocings,

Helm a los Wulfings,
Widsith

Estudiosos como Schütte y Kendrick han hecho notar que hubo probablemente una mención aún más temprana de la gente de Öland en el año 98 por Tácito, quien los llamó «los Aviones»:

Después de los langobardi llegaron los Reudigni, Auinoes, Anglo, varni, eudoses, Suarines y Nuithones; todos ellos bien resguardados por ríos y bosques. No hay nada notable sobre ninguna de estas tribus a menos que se hable de la veneración de Nerthus, es decir la Madre Tierra. Ellos creen que ella está interesada en los asuntos del hombre y se maneja por ellos. En una isla en el océano hay una arboleda en donde espera un vagón divino cubierto por una cortina.
Del libro Germania, de Tácito

En la historia sueca, la isla ha servido como un parque real, particularmente Ottenby y Halltorps, que fueron seleccionados por la Corona sueca en la Edad Media como reservas reales de recreación.

## Geografía
Öland se dividió históricamente en una ciudad y cinco centenas (pueblos).

### Ciudades y aldeas
- Alby
- Borgholm (1816)
- Gettlinge
- Hulterstad
- Färjestaden
- Mörbylånga

### Centenas
- Algutsrum
- Gräsgård
- Möckleby
- Runsten
- Slättbo
- Åkerbo

### Datos
- Montaña más alta: Högsrum, 55 m s. n. m.
- Lago más grande: Möckelmossen
- Longitud: 137 km
- Anchura (en el punto más ancho): 16 km

Öland se encuentra comunicada por un anillo periférico, Ruta 136 de Suecia.

## Paisaje

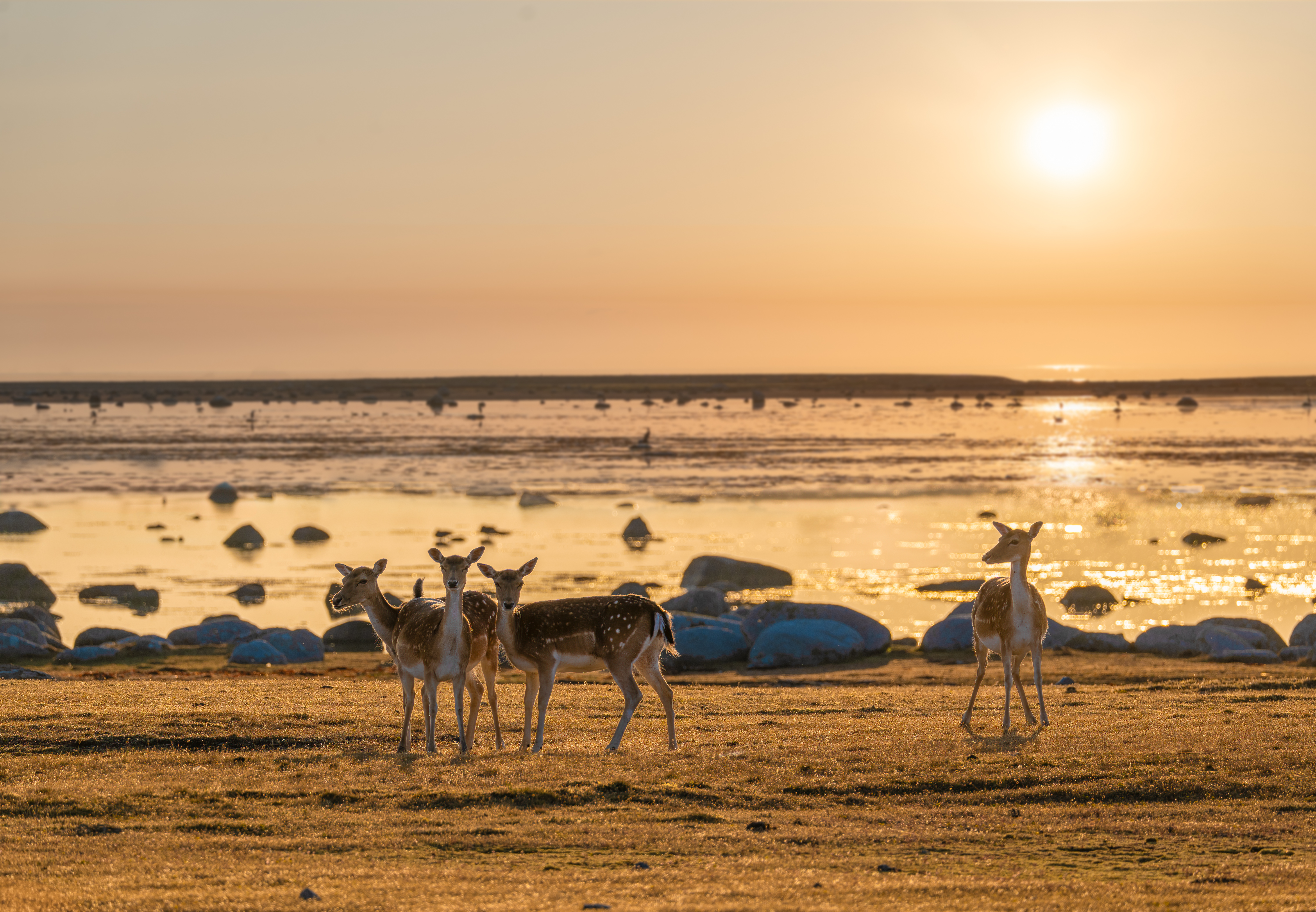
Gamos en el sur de la isla

La característica más prominente de la ecología de la isla es Stora Alvaret, una formación de piedra caliza que es el hábitat de numerosas especies raras y en peligro de extinción. El primer estudio científico dado a conocer sobre la biota de Stora Alvaret fue en el año 1741 con la visita de Linneo. La superficie de por debajo de ésta se trata de piedra caliza ordovícica que data de hace al menos 600 millones de años.
Las áreas costeras orientales (Ölands ostkust, un área de 8.460 ha) de la isla están protegidas desde el 5 de diciembre de 1974 como sitio Ramsar (n.º ref. 18).

## Cultura
El Castillo de Borgholm fue diseñado por Nicodemus Tessin y construido de 1669 a 1681 para la reina Eduvigis Leonor de Holstein-Gottorp, esposa de Carlos X de Suecia. En sus alrededores se encuentra el Palacio Solliden, que es la residencia de verano de los reyes de Suecia. El edificio fue construido a finales del siglo XVII. Del manantial de agua de Öland se recoge siempre el agua para bautizar a los miembros de la dinastía Bernadotte.
Stora Alvaret fue nombrado Patrimonio de la Humanidad por la Unesco. Las características del lugar, como sus muchas especies, sitios prehistóricos como Gettlinge y Eketorp, numerosos molinos de madera muy viejos que aún están de pie (algunos originales del siglo XVII) y el paisaje en general, fueron los que se lo ameritaron.
Desde finales de los años 1990, se organiza un festival de cosechas en Öland cada octubre bajo el nombre Skördefesten en los que los granjeros de la isla se juntan con los granjeros del resto del país y venden sus cosechas y dejan que los interesados tomen parte en la vida cotidiana de su granja, por mencionar algunas de las actividades. Se dan también varias exhibiciones de arte durante este festival, en especial durante la noche conocida como Konstnatten.

## Heráldica
Se le entregó el Escudo de la provincia a Öland en 1560, pero no fue hasta finales de los años 40 en que recibió uno propio. Este fue revuelto con el que le fue entregado a Åland, pero esto no fue descubierto hasta el siglo XX. Mientras que Öland cambió el suyo, Åland (que ahora es una provincia autónoma finlandesa) se quedó con el Escudo ya establecido, aunque originalmente no intencionado para ello.
El venado de dicho escudo simboliza el estatus de Öland como un parque real, y las armas están cubiertas por una corona de ducado. Su emblema es: "Azure a Deer Or attired, hoofed and gorged Gules."